# Hedyotis kottangathattiensis
Hedyotis kottangathattiensis là một loài thực vật có hoa trong họ Thiến thảo. Loài này được M.B.Viswan. & Manik. mô tả khoa học đầu tiên năm 2008.